# Anthony Tolliver
Anthony Lamar Tolliver (* 1. Juni 1985 in Springfield, Missouri) ist ein US-amerikanischer Basketballspieler. Er stand zuletzt bei den Philadelphia 76ers in der National Basketball Association (NBA) unter Vertrag.

## Laufbahn
Tolliver spielte in den USA zunächst für die Creighton Bluejays (Creighton University) und die Iowa Energy in der NBA D-League. Er spielte in drei Vorbereitungsspielen für die NBA-Mannschaft Cleveland Cavaliers, erhielt aber keinen festen Vertrag und wurde aus dem Aufgebot gestrichen.
Während der Saison 2007/08 wechselte er in die deutsche Basketball-Bundesliga zu den Eisbären Bremerhaven. In 20 BBL-Spielen erzielte er durchschnittlich 14,3 Punkte und 7,3 Rebounds für die Eisbären.
Am 23. Juli 2008 bekam Tolliver einen Vertrag in der NBA bei den San Antonio Spurs, nachdem er bereits für die Summer-League-Mannschaften der Spurs beim NBA-Turnier in Las Vegas und in Salt Lake City spielte. Nach 11 Spielen, in denen er durchschnittlich 3,8 Punkte für die Spurs erzielte, wurde er an die Austin Toros aus der D-League ausgeliehen. Danach spielte Tolliver unter anderem bei den New Orleans Hornets, Portland Trail Blazers und den Golden State Warriors.
Nach zwei Jahren bei den Minnesota Timberwolves, wo sich Tolliver in die feste Rotation kämpfte, wechselte er im Sommer 2012 zu den Atlanta Hawks. Gegen die Philadelphia 76ers erzielte er im Frühling 2013 mit 19 Punkten eine neue Karrierebestmarke. Vor der Saison 2013/14 wurde er als Free Agent von den Charlotte Hornets verpflichtet. Nach einem Jahr in Charlotte wechselte Tolliver erneut und unterzeichnete einen Vertrag über zwei Jahre bei den Phoenix Suns. Im Dezember 2014 wurde Tolliver an die Detroit Pistons abgegeben.
Es folgten weitere Wechsel: Tolliver spielte wieder in Minnesota sowie Portland, im Januar 2020 landete er im Rahmen eines Tauschgeschäfts bei den Sacramento Kings in Kalifornien.

## Karriere-Statistiken

### NBA

#### Reguläre Saison
| Saison  | Team                            | GP  | GS  | MPG  | FG % | 3P % | FT % | RPG | APG | SPG | BPG | PPG  |
| ------- | ------------------------------- | --- | --- | ---- | ---- | ---- | ---- | --- | --- | --- | --- | ---- |
| 2008–09 | San Antonio                     | 19  | 0   | 25.9 | .292 | .220 | .500 | 2.2 | 0.9 | 0.3 | 0.1 | 2.7  |
| 2009–10 | Portland / Golden State         | 46  | 29  | 31.0 | .430 | .329 | .769 | 7.0 | 1.9 | 0.7 | 0.7 | 11.7 |
| 2010–11 | Minnesota                       | 65  | 4   | 21.0 | .450 | .409 | .802 | 4.5 | 1.3 | 0.4 | 0.4 | 6.7  |
| 2011–12 | Minnesota                       | 51  | 0   | 17.3 | .390 | .248 | .745 | 3.0 | 0.4 | 0.4 | 0.4 | 4.1  |
| 2012–13 | Atlanta                         | 62  | 11  | 15.5 | .380 | .338 | .863 | 2.5 | 0.5 | 0.2 | 0.2 | 4.1  |
| 2013–14 | Charlotte                       | 64  | 9   | 20.3 | .420 | .413 | .805 | 2.6 | 0.7 | 0.3 | 0.2 | 6.1  |
| 2014–15 | Phoenix / Detroit               | 76  | 11  | 18.8 | .410 | .366 | .783 | 3.1 | 0.8 | 0.3 | 0.2 | 6.3  |
| 2015–16 | Detroit                         | 72  | 5   | 18.6 | .386 | .360 | .617 | 3.2 | 0.7 | 0.4 | 0.2 | 5.3  |
| 2016–17 | Sacramento                      | 65  | 9   | 22.7 | .442 | .391 | .744 | 3.7 | 1.2 | 0.5 | 0.3 | 7.1  |
| 2017–18 | Detroit                         | 79  | 14  | 22.2 | .464 | .436 | .797 | 3.1 | 1.1 | 0.4 | 0.3 | 8.9  |
| 2018–19 | Minnesota                       | 65  | 0   | 16.6 | .382 | .377 | .783 | 2.7 | 0.7 | 0.3 | 0.3 | 5.0  |
| 2019–20 | Portland / Sacramento / Memphis | 55  | 13  | 15.9 | .357 | .338 | .724 | 2.8 | 0.8 | 0.3 | 0.2 | 3.6  |
| Gesamt  | Gesamt                          | 719 | 105 | 19.6 | .415 | .373 | .771 | 3.3 | 0.9 | 0.4 | 0.3 | 6.2  |

#### Play-offs
| Saison  | Team      | GP | GS | MPG  | FG % | 3P % | FT %  | RPG | APG | SPG | BPG | PPG |
| ------- | --------- | -- | -- | ---- | ---- | ---- | ----- | --- | --- | --- | --- | --- |
| 2012–13 | Atlanta   | 6  | 0  | 11.3 | .571 | .636 | .333  | 1.5 | 0.2 | 0.2 | 0.2 | 4.0 |
| 2013–14 | Charlotte | 4  | 0  | 5.3  | .500 | .500 | 1.000 | 1.0 | 0.3 | 0.0 | 0.0 | 1.5 |
| 2015–16 | Detroit   | 3  | 0  | 8.7  | .500 | .000 | .000  | 1.3 | 0.3 | 0.0 | 0.3 | 1.3 |
| Gesamt  | Gesamt    | 13 | 0  | 8.8  | .550 | .533 | .667  | 1.3 | 0.2 | 0.1 | 0.2 | 2.6 |